# Liste der Universitäten in Wales
Dies ist eine  Liste der Universitäten in Wales. Angegeben in Klammern ist die Zahl der Studierenden im Studienjahr 2021/2022. In diesem Jahr waren in Wales insgesamt 149.045 Personen für ein Studium an einer öffentlichen Hochschule eingeschrieben. Von diesen 149.045 Studenten nannten sich 83.930 weiblich (56,3 %) und 64.615 (43,4 %) männlich. 2019/2020 waren es 136.355 Studierende gewesen.

## Universitäten
- Aberystwyth University (7.845)
- Bangor University (10.505)
- Cardiff University (33.985)
- Cardiff Metropolitan University (12.620)
- Wrexham University (7.490)
- The Open University in Wales (14.855)
- Swansea University (22.290)
- University of Wales Trinity Saint David (15.045)
- University of South Wales (23.270) mit dem Royal Welsh College of Music & Drama

## Colleges
- Gower College Swansea (50)
- Grŵp Llandrillo Menai (910)
- Grŵp NPTC Group (180)